# Sportovec roku 1990
Sportovec roku 1990 byl 32. ročník ankety sportovních novinářů o nejlepšího sportovce Československa. Vítězem se stal zápasník Jozef Lohyňa, který se toho roku stal mistrem světa ve střední váze. Potřetí za sebou tak v anketě triumfoval Slovák, což naznačovalo vzestup slovenského sportu. V kategorii kolektivů na nejvyšší příčku vystoupala československá fotbalová reprezentace, která toho roku na mistrovství světa v Itálii postoupila do čtvrtfinále.

## První desítka jednotlivci
1. Jozef Lohyňa (zápas)
2. Václav Chalupa (veslování)
3. Ivan Lendl (tenis)
4. Jana Novotná – Helena Suková (tenis)
5. Pavol Blažek (atletika)
6. Zuzana Kořínková (kulturistika)
7. Milan Kadlec (moderní pětiboj)
8. Ján Svorada (cyklistika)
9. Tomáš Skuhravý (fotbal)
10. Miloslav Kvasnička (cyklistika)

## První trojka družstva
1. československá fotbalová reprezentace
2. československá reprezentace skeetařů
3. československá parašutistická reprezentace